# Przelicznik objętości gazu
Przelicznik objętości gazu – urządzenie służące do obliczania, sumowania oraz wyznaczania przyrostu objętości gazu zmierzonej za pomocą gazomierza w warunkach odpowiadających warunkom bazowym. W tym celu używa jako wejścia objętości zmierzonej przez gazomierz w warunkach pomiaru jak i innych parametrów np. ciśnienia gazu i temperatury. Znajduje zastosowanie przy rozliczeniach handlowych hurtowych ilości gazu.
Wyróżnia się 2 typy przeliczników objętości gazu:
- przelicznik objętości gazu typu 1 – (układ kompletny) urządzenie, które przelicza z określonymi typami przetworników temperatury oraz ciśnienia lub tylko temperatury. Jest zasilane bateryjnie (pot. przelicznik bateryjny), ma wbudowany czujnik ciśnienia i temperatury.

- przelicznik objętości gazu typu 2 – (oddzielne składniki) urządzenie (pot. przelicznik sieciowy), które przelicza z zewnętrznymi oddzielnymi przetwornikami temperatury oraz ciśnienia lub tylko temperatury i oddzielnym kalkulatorem, które mogą być zatwierdzane oddzielnie